# Mécanique des sols
La mécanique des sols est la plus ancienne, la plus connue et la plus pratiquée des branches de la géomécanique, discipline mathématique de la géotechnique, pour l’étude du comportement théorique des formations détritiques meubles de la couverture terrestre, sous l’action d’efforts naturels d’érosion (glissements de terrain...), ou induits lors de la construction de la plupart des ouvrages du BTP (terrassements, fondations, drainage...).
Les « sols » de cette mécanique - mélanges divers et variés d’argiles, sables, graves... et eau -, sont des milieux virtuels continus, immuables, homogènes, isotropes, libres, parfois non pesants (sans contrainte) et rien que cela ; ce sont les modèles de matériaux réels de ces formations, tangibles, discontinus, variables, hétérogènes, anisotropes, contraints, pesants et bien plus que cela. Leurs formes géométriques et leurs comportements mécaniques doivent donc être compatibles avec les formes et les comportements naturels des géomatériaux réels que décrivent deux disciplines géologiques, la géomorphologie et la géodynamique. Ainsi, la mécanique des sols, la géomorphologie et la géodynamique sont trois disciplines indissociables, inter-dépendantes et complémentaires de la géotechnique qui étudie la subsurface terrestre sur laquelle notre action directe est possible, pour en permettre l’aménagement et/ou l’exploitation.

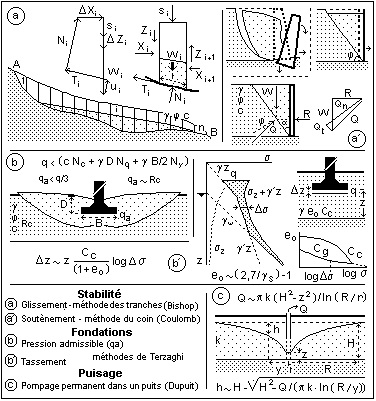
Les problèmes géomécaniques

On caractérise et on classe ces sols au moyen de plusieurs paramètres physiques, granulométrie, plasticité, porosité, humidité, consistance... qui permettent de les désigner, de les décrire et de prévoir leur maniabilité de terrassement. On les caractérise au moyen de plusieurs paramètres mécaniques, module d’élasticité, angle de talus, cohésion, compressibilité, perméabilité... qui sont les variables des calculs de stabilité, tassements, drainage... d’ouvrages divers. Tous ces paramètres, plus ou moins indépendants, doivent être mesurés spécifiquement au moyen d’essais in situ et/ou de laboratoire sur échantillons prélevés au cours de sondages réalisés dans les sites étudiés, aux emplacements des ouvrages projetés.
Dans son ouvrage fondateur de la mécanique des remblais, ancêtre de la mécanique des sols, Essai - Sur une application des règles de maximis et de minimis à quelques problèmes de statique, relatifs à l'architecture, Coulomb exprime la première « loi » géomécanique, dite maintenant « loi de Coulomb », en précisant avec une prudence malheureusement oubliée : « Ce mémoire est destiné à déterminer, autant que le mélange du calcul et de la physique peuvent le permettre, l'influence du frottement et de la cohésion dans quelques problèmes de statique »... « pour la facilité de ses applications à la pratique ».
Comme le rappellent Terzaghi et Peck dans la préface de leur ouvrage traduit en français « Mécanique des sols appliquée au BTP » la pose, l’étude et la résolution de tout problème de mécanique des sols imposent d’innombrables hypothèses simplificatrices de formes et de comportements conduisant à des résultats qu’il est nécessaire de critiquer et d’affecter d’un « coefficient de sécurité », car ce ne sont que des ordres de grandeur. Et cette prudence est toujours d’actualité : la majeure partie des dommages et accidents aux parties d’ouvrages en relation avec le sol et le sous-sol résultent de l’inadaptation de l’ouvrage au site due à la méconnaissance de la géologie du site et non à des erreurs de calculs mécaniques : tout résultat d’essai et/ou de calcul de mécanique des sols incompatible avec une observation géologique, est inacceptable.

## Aperçu historique
L’étude rationnelle de la stabilité des talus de terre et des murs de soutènement a débuté vers la fin du XVIIe siècle quand la défense des places fortes confrontées à la puissance de plus en plus grande de l’artillerie a obligé les ingénieurs militaires à construire des remparts de plus en plus hauts et épais en terre perreyée - Vauban, Profil général pour les murs de soutènement, 1687.

### Mécanique des remblais
En 1720, Forest de Belidor a montré expérimentalement que la poussée excessive d’un coin de remblais peut être la cause de la ruine d’un mur de soutènement.
En 1727, Couplet a établi le calcul empirique de la poussé de ce coin à surface plane.
En 1773, Coulomb a assimilé la condition de stabilité de ce coin de poussée à celle d’une charge sur un plan incliné dont il avait établi la loi pour rationaliser le charroi d’artillerie ; il a défini la cohésion et l’angle de frottement d’un remblai, et établi la loi de leurs relations dite loi de Coulomb. 
En 1846, à propos de barrages en terre et de remblais de canaux et chemins de fer, Collin a établi que la cohésion, indépendante de l’angle de frottement, est fonction de la compacité et de la teneur en eau du remblai et que la surface du coin est un arc de cycloïde.

### Mécanique des sols
Dans le courant du XIXe siècle jusqu’au début du XXe siècle, de très nombreux ingénieurs mécaniciens - Rankine, Levy, Boussinesq, Massau... ont calqué l’étude des massifs de sols, géomatériaux naturels meubles, sur celle des remblais pour étudier la stabilité des talus et des fondations d’ouvrages, en développant des méthodes de calcul trigonométrique et/ou infinitésimal plus ou moins différentes selon leurs préoccupations et les hypothèses qu’ils retenaient pour bâtir leurs théories ; ils l’ont fait à partir de la loi de Coulomb et de la représentation graphique de l’état des contraintes dans un massif par Mohr, en négligeant plus ou moins la cohésion, « constante » difficile à manier et en conservant le plan comme surface de glissement.
S'inspirant d'une idée de Collin sur le caractère curviligne du faciès de rupture des sols cohérents, Hultin, Krey, Petterson et Fellenius adoptent l’arc de cercle comme ligne de glissement.
L’estimation de la contrainte admissible pour une fondation superficielle s’est successivement perfectionnée de Rankine en 1915, à Terzaghi en 1925, en passant par Prandtl, Fellenius, Skempton…
En 1955, Ménard, a perfectionné un essai de dilatation in situ qu’il a appelé essai pressiométrique, et lui a associé une théorie et des formules spécifiques pour le calcul des fondations.

### Méthodes de calcul
Depuis le XVIIIe siècle, la mécanique des remblais puis la mécanique des sols ont successivement utilisé des méthodes de calcul de plus en plus perfectionnées, d’abord graphiques, puis trigonométriques, analytiques et enfin numériques que, maintenant, on utilise plus ou moins conjointement.

## Les moyens

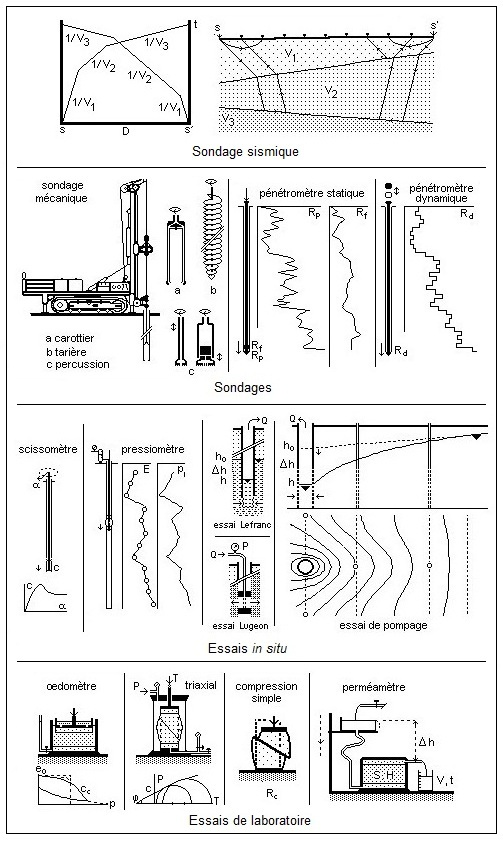
Les moyens de recueil des données de la géomécanique

Négligeant généralement les observations géologiques de terrain, les mécaniciens du sol recueillent des données de terrain au moyen de sondages, d’essais in situ (pénétromètre, pressiomètre...) et de laboratoire (œdomètre, essai triaxial...).

## Théories
La mécanique des sols classique, fondée sur la loi de Coulomb, modélise le comportement à des efforts externes variables d’un milieu minéral, monophasique, sans eau libre ; paraphrase plus ou moins habilement les anciens en variant les langages mathématiques, on l’adapte tant bien que mal au modèle de Terzaghi pour le comportement d’un milieu biphasique minéral aquifère, beaucoup plus réaliste.

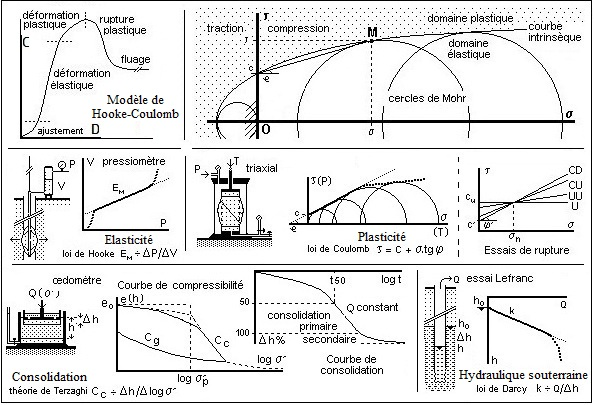
Les théories géomécaniques

Au moyen de courbes graphiques temps-effort-déformations, l’analyse qualitative de ce comportement complexe est possible mais insuffisante pour obtenir un résultat particulier ; pour le faire mathématiquement, il faut analyser chaque étape du comportement – élasticité, plasticité, rupture - au moyen d’une théorie trop spécifique d’un problème type pour être généralisée sans devoir recourir à des développements compliqués et mal fondés ; ainsi, dans l’état actuel de nos connaissances mais sans doute par essence, une théorie unitaire de la géomécanique ne peut pas être formulée : c’est ce que pensaient la plupart des praticiens (Collin, Fellenius, Terzaghi…), mais pas toujours les théoriciens (Poncelet, Boussinesq, Caquot, …) qui se sont efforcés d’y parvenir, vainement jusqu’à maintenant, sauf peut-être Ménard avec la théorie du pressiomètre qui ne s’applique en fait qu’à l’usage de cet appareil et à la méthode de calcul correspondante.
La théorie de l’élasticité est fondée sur la loi de Hooke, proportionnalité du rapport effort (C) / déformation (D) exprimée par le module d’Young (E) du milieu, constant si l’effort croissant maximal est assez faible pour que la déformation soit strictement réversible quand il décroît : E ≈ C/D ; elle concerne plus particulièrement les matériaux rocheux peu déformables.
La théorie de la consolidation a été proposée par Terzaghi ; elle concerne les matériaux sablo-argileux meubles biphasiques. Sous l’action constante de son propre poids dans la nature ou sous celle d’une charge extérieure, un tel matériau se consolide de plus en plus à mesure que le temps passe : son indice des vides et sa teneur en eau diminuent, sa densité et sa résistance mécanique augmentent, sa perméabilité diminue. La déformation est dite pseudo-élastique : le rapport contrainte/déformation n’est pas constant comme le module d’Young du comportement élastique linéaire ; il dépend de la pression interstitielle et de ses variations qui, elles, dépendent de la perméabilité du matériau ; la durée du tassement mais non sa valeur dépendent aussi de la perméabilité.
La théorie de la plasticité et de la rupture est fondée sur la loi de Coulomb ; elle concerne plus particulièrement les matériaux sablo-argileux meubles, monophasiques. Elle s’exprime par une formule linéaire permettant de prévoir la rupture par cisaillement d’un géomatériau meuble sous l’effet conjugué d’une traction (T) et d’une compression (N) : T = c + N*tgφ, dans laquelle c (cohésion) et φ (angle de frottement) sont les paramètres constants caractéristiques du matériau et de sa compacité – en fait, c et φ dépendent de N et la courbe représentative de cette fonction est une demi-parabole dite courbe intrinsèque du matériau que l’on convertit en droite par lissage. Les calculs théoriques ne peuvent s’appliquer qu’à des milieux purement frottants dont la cohésion est nulle ou à des milieux purement cohérents dont l’angle de frottement est nul ; il n’existe pratiquement pas de tels géomatériaux réels.
La théorie de l’hydraulique souterraine est fondée sur la loi de Darcy ; elle stipule que dans un matériau granulaire perméable, la vitesse d’écoulement V (Q/S) et le gradient hydraulique i (Δh/L) sont linéairement liés par une constante empirique et composite, la perméabilité k  (V = k*i) qui dépendrait seulement du matériau aquifère. Des extensions de la loi de Darcy aux faibles perméabilités ont été proposées par Forcheimer et Richards.

## Sols
La géomécanique réduit tous les géomatériaux naturels à trois milieux types de  "sols", les sols meubles plus ou moins frottants et/ou plastiques et les roches dures plus ou moins élastiques. Les sols sont des géomatériaux meubles, grave, sable  et argile éventuellement mêlés en quantités variables, dont la cohésion est faible ; elle diminue jusqu’à disparaître (liquéfaction) par accroissement de la teneur en eau. Les roches sont des géomatériaux compacts et durs, dont la résistance à la compression simple est supérieure à quelques MPa ; elle diminue et/ou disparaît par altération physique (hydratation), chimique (dissolution) et/ou mécanique (fragmentation). L’état et le comportement mécanique d'un sol dépendent essentiellement de sa teneur en eau ; ceux d’une roche, de son degré d’altération, de fissuration et de fracturation.
Un milieu de sol mécanique est composé de matière minérale, d’eau et d’air. Sa composition minérale est immuable ; sa teneur en eau est variable ; l'influence de l'air  est négligée ; sa structure minérale est déformable. Il est caractérisé par des paramètres physiques et mécaniques, mesurés par des essais in situ et/ou sur échantillons qui sont des expériences de validation d'application des théories mécaniques correspondantes. La plupart de ces essais sont normalisés .

### Paramètres physiques

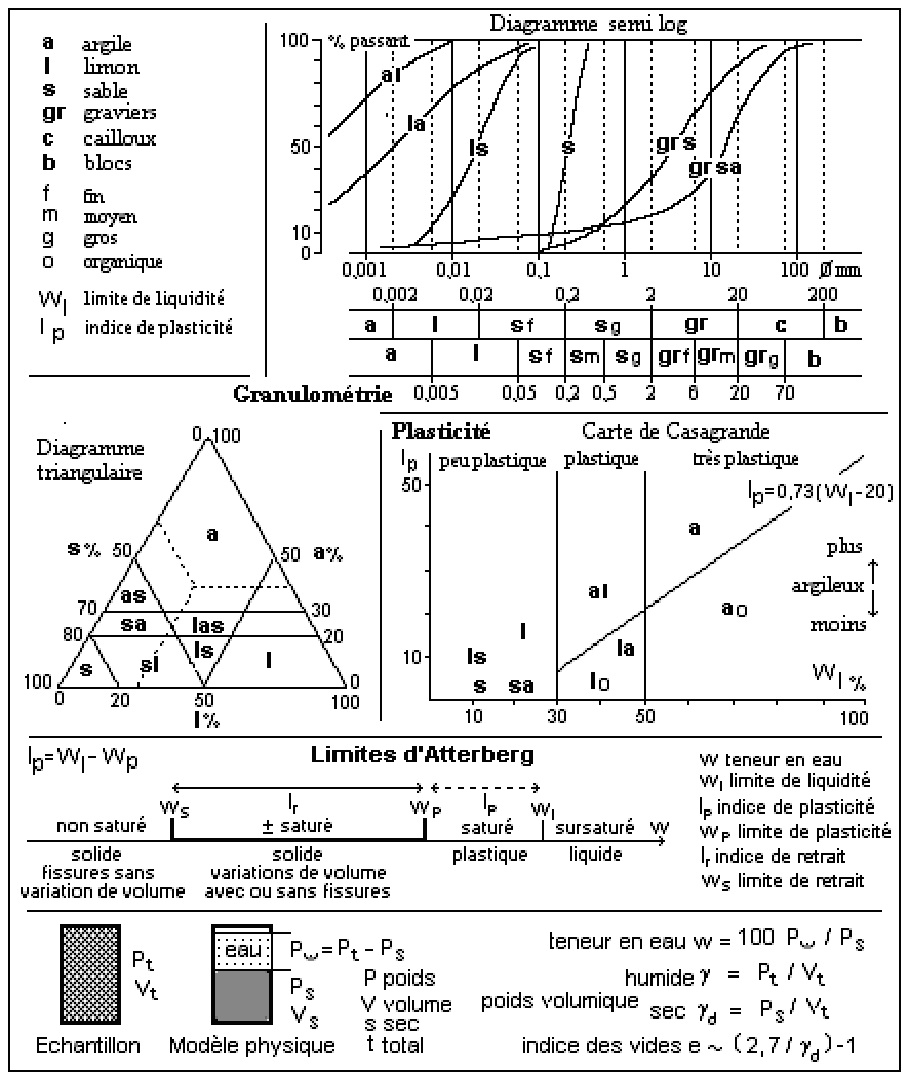
Les paramètres physiques

Les paramètres physiques d’un sol se mesurent spécifiquement sur échantillons éventuellement remaniés par des essais d’identification.
- Granulométrie : par tamisage et/ou sédimentométrie, on établit par pesage les proportions de blocs - cailloux - graviers - sable grossier - sable fin - limon ou silt – argile d’un échantillon de sol ; on établit sa composition et on le désigne en présentant les résultats de ces mesures sur une courbe semi-logarithmique ou un diagramme triangulaire ;
- Poids et volumes : par pesage avant et après dessiccation d’un échantillon à l’étuve : 
  - Poids ou masse volumique - ou plus simplement densité ;
  - Teneur en eau : rapport en % du poids de l’eau libre au poids sec ;
  - Indice des vides : rapport du volume des vides au volume des pleins ;
- Limites d'Atterberg : l’état des limons et des argiles varie de la solidité à la liquidité relatives quand la teneur en eau augmente ; la carte de Casagrande permet de caractériser la plasticité d’un sol et de le désigner selon sa composition ;
  - la limite de plasticité est la valeur de la teneur en eau du passage de l'état « solide » à l'état plastique ;
  - la limite de liquidité est la valeur de la teneur en eau du passage de l'état plastique à l'état « liquide » ;
  - l’indice de plasticité est la différence des teneurs en eau liquidité-plasticité.
- Autres essais d’identification : équivalent de sable, valeur au bleu de méthylène, teneurs en carbone, matières organiques...

### Paramètres mécaniques
Les paramètres mécaniques sont les variables des formules de calcul de stabilité des talus, fondations... Ils sont spécifiques d’une théorie, d’une méthode de calcul et d’un essai (matériel et processus), de sorte qu’il n’est pas possible d’établir leurs corrélations numériques pour un même sol. On les mesure spécifiquement sur échantillons dits « intacts » ; ils ne le sont jamais.
- Paramètres de la plasticité/rupture (Coulomb)
  - la cohésion c et l’angle de frottement φ se mesurent au laboratoire à la boite de Casagrande ou au triaxial, selon des processus différents (CD, CU, UU, U) qui fournissent des couples c/φ différents ; un couple générique suffit à la plupart des calculs d’applications dont les résultats ne sont que des ordres de grandeur ;
  - la résistance à la compression simple se mesurent au laboratoire par écrasement à la presse d’un échantillon plus ou moins solide ;
- Paramètres de la consolidation (Terzaghi) :
  - l’indice de compression, le coefficient de consolidation, la perméabilité... se mesurent au laboratoire à l'œdomètre ou au triaxial ;
  - la pression interstitielle se mesure au triaxial.
  - la perméabilité se mesure au laboratoire au perméamètre ou à l'œdomètre et/ou in situ par essai Lefranc au cours d’un sondage ou par essai de pompage dans un forage.
- Paramètres pressiométriques (Ménard) :
  - la pression limite et le module pressiométrique se mesurent in situ au moyen d’un pressiomètre.
- Autres essais in situ : SPT, Standard Penetration Test ; pénétromètre dynamique ; scissomètre ; pénétromètre statique...

## Applications
Les problèmes de mécanique des sols sont innombrables, spécifiques d’un site, d’un ouvrage, d’une situation...
De  nombreuses hypothèses simplificatrices sont nécessaires pour les poser et les résoudre ; les résultats des calculs sont des ordres de grandeur.

### Calculs d’applications
Les calculs d'application utilisent des modèles de formes géométriques ou numériques très schématiques - deux dimensions, droites, cercles…, construits sur des données locales, peu nombreuses et peu précises - valeurs de quelques paramètres censés caractériser le milieu représentant le sol (densité, angle de frottement, cohésion, perméabilité…) -, et des méthodes de calcul - intégration d’équations de champs très complexes dont, au mieux, on ne connaît que les équipotentielles de surface. Cela impose des conditions initiales et aux limites simplistes à des calculs plus ou moins compliqués, strictement déterministes, réduits in fine à des formules biunivoques - à une seule et même cause (effort, pression, contrainte…) correspond toujours strictement un seul et même effet (déplacement, déformation, écoulement…) -, dont les résultats mathématiquement précis, ne sont que des ordres de grandeur ; on les minore donc au moyen d’un « coefficient de sécurité » aussi petit que possible.

### Stabilité des talus et des murs de soutènements
La stabilité d’un versant naturel, celle des parois d’une excavation ou d’un barrage « en terre », pose le problème de la stabilité d’un talus, d’un éventuel soutènement et d’un drainage. On peut le résoudre analytiquement par la méthode due à Rankine de la hauteur critique du talus - hauteur au-delà de laquelle un  talus de pente donnée est potentiellement instable - et/ou du coin de Coulomb, ou graphiquement et numériquement par la méthode due à Fellenius améliorée par Bishop des tranches ou du coefficient de sécurité au glissement.

### Fondations
Le type de fondations d’un ouvrage - superficielles (semelles filantes, semelles isolées, radier), semi-profondes (puits), profondes ou spéciales (pieux ancrés, pieux flottants) est choisi en tenant compte d’observations géologiques(structure du sous-sol du site, nature des géomatériaux, eau souterraine…) de calculs mécaniques (modèle de forme du site, méthode de mesure des paramètres des sols – laboratoire, in situ…) et d’obligations constructives (implantation, architecture, structure…).
Les mouvements susceptibles d’affecter des fondations sont les tassements élastiques ou de consolidation, les gonflements, les ruptures plastiques – basculements, poinçonnements ou glissements ; on doit s’accommoder des tassements ; on peut éviter les gonflements ; il est indispensable d’éviter les ruptures ; la stabilité des ouvrages aux tassements prime sur le risque de rupture de leurs fondations.
Les calculs de rupture reposent sur des extensions de la théorie de Coulomb et les paramètres mesurés à la boite de Casagrande ou au triaxial : la méthode de Rankine/Prandtl permet le calcul de la charge ultime d’une fondation superficielle en la considérant comme la somme d’un terme de profondeur et d’un terme de surface ; Terzaghi a proposé une « méthode approchée » tenant compte de la cohésion. Les calculs de tassements reposent sur la théorie de Terzaghi et les paramètres mesurés à l’œdomètre, appliqués à l’équilibre élastique selon la méthode de Boussinesq.
Selon la théorie de Ménard à partir de l’essai pressiométrique, le paramètre de rupture est la pression limite ; celui du tassement est le module pressiométrique.
Les mesures de résistance statique et/ou dynamique au moyen de pénétromètres permettent de préciser des coupes de sondages, mais ne sont pas directement utilisables dans les calculs.